# Animalia (serie de televisión)
Animalia es una serie de televisión estadounidense-australiana-inglesa animada para niños, basada en el libro el mismo nombre del año 1986 por el ilustrador Graeme Base. Es de origen australiano, inició en 2007 y tuvo dos temporadas consecutivas de veinte capítulos cada una.

## Argumento
Alex y Zoe son dos niños que se alejan de sus padres para entrar a la biblioteca de su colegio y tropiezan accidentalmente en la biblioteca local con un portal que los transporta al mundo mágico de Animalia, un lugar donde los animales habitan y hablan. Extraños sucesos han socavado la civilización de Animalia, y les corresponde a Alex y Zoe unir fuerzas con sus nuevos amigos G’Bubu el Gorila e Iggy la Iguana para salvar a Animalia de los malvados y cómicos villanos y de su propia destrucción.

## Producción
La serie es animada por computadora, y posee cuarenta episodios de media producidos por Animalia Productions, con sede en Village Roadshow Studios de Queensland, y la empresa de efectos visuales australiana, Photon VFX y Iloura Fotos Digital.

## Personajes

### Humanos
- Alex (Brooke Mikey Anderson): Alex es un artista natural, y casi nunca se le ve sin un cuaderno y un lápiz. Es bastante entusiasta en el sentido de aventura. Lo que lo hace especial es su capacidad de ver portales olvidados que pueden transportar cualquier persona o animal a cualquier parte de Animalia. A diferencia de Zoe, es paciente y tranquilo.
- Zoe (Katie Leigh): Una muchacha atrevida e inteligente pero de lengua muy afilada. Zoe conoció a Alex por casualidad cuando esta lo siguió al mundo de Animalia. A pesar de algunos rencores, se las arregla para encontrar a un buen amigo en Alex, a quien comúnmente se refiere como «chico rubio» y «chico dibujo». Zoe es alegre y valiente, y puede ser intrigante cuando tiene que serlo, a pesar de que puede ser un poco arrogante.
- Stanely (Chris Hobbs): Stanely es el bibliotecario de la biblioteca. Hizo sus apariciones en el primer y último  episodio. Él es el equivalente humano de Livingstone.
- Emma (voz): Emma es amiga de Zoe. Aunque ella nunca es vista, se la oye en el PDA de Zoe cuando ella la llama. Emma se escucha en «Adiós, tenemos que ser quedarnos» y «De vuelta al presente». A menudo no cree que Animalia existe.

### Animales
- G’Bubu Gorilla (Chris Hobbs): G’Bubu es un grande y verde gorila americano que vive en su casa del árbol con su mejor amigo, Iggy. El todavía adolescente G’Bubu, es amante de la diversión y disfruta de monerías. A pesar de esto, todavía tiene un sentido de la responsabilidad, ya sea sobre Animalia o de su árbol genealógico. Él demostró tener miedo a las ranas en «The mists of time». En «The ballad of the creeper», se revela que los gorilas se ven afectados por la espora central de pensamientos profundos.
- Iggy D’Iguana (R. Martin Klein): Iggy es un iguana española con una personalidad un poco excitable. Él cree ser más grande que cualquier otra persona, pero siempre se pone por delante de sí mismo. Él y G’Bubu fueron los primeros en hacerse amigos de Alex y Zoe cuando llegaron por primera vez y están siempre a su disposición para ayudar a sus nuevos amigos con cualquier problema. Él también tiene sentimientos románticos por Zoe. Iggy finalmente sabía que es un perdedor ni idea de «El mundo según Iggy», pero finalmente tuvo la oportunidad de mostrar su digna por el ahorro de Echo. En «Don Iguana», se trata de demostrar su valentía a Zoe disfrazándose de Don Iguana, vengador de Animalia. Don Iguana reapareció en «Paradise Found». En «Las aventuras de Iggy», se revela que él es parte camaleón. Él puede camuflarse y cambiar de color.
- Livingstone T. León (Chris Hobbs): Livingstone es el líder juvenil del reino Animalia y el guardián del núcleo. Es uno de los principales protagonistas de la serie. Él tiene un gran conocimiento sobre casi todo y todos en Animalia. Él puede ser amable, servicial y siempre dispuesto a ayudar, pero a veces es bastante autocrítico, preguntándose si puede llegar a traer a Animalia a la estabilidad con su inestable núcleo. En «fuga de cerebros», se revela si es inteligente o no, él tiene miedo del agua del pantano. Livingstone apareció en «Back to the Present», pero solo dijo unas palabras al final. Fue llevado de vuelta en Animalia por G’Bubu e Iggy en «Lo que el mundo necesita ahora».
- Tyrannicus Tiger (Dean O’Gorman): Un astuto y arrogante tigre que sirve como el principal antagonista, Tyrannicus siente que debe ser gobernante de Animalia lugar de Livingstone. Él encuentra la manera de salir adelante mediante el uso de diversos planes para hacerse rico rápidamente. Desprecia a Alex y a Zoe, quien se refiere a ellos como «chinches» y sobre todo quiere deshacerse de ellos. Se le conoce también tratando de conseguir que G’Bubu e Iggy desaparezcan de Animalia. Más adelante en la serie, él formó una alianza efímera con el Creeper. «Ah, mi público, me encanta!» Más adelante en la serie, se reunió con su ayudante, Fucsia (justo después de que su ex asistente The Creeper fue arrestado y encarcelado).
- Reenie Rhino (Peta Johnson): Reenie, es un Rinoceronte escocés Negro. Ella trabaja en la Gran Biblioteca de Animalia con Livingstone y ayuda con el mantenimiento de la estabilidad del núcleo cada vez que algo sale mal. Casi es tan inteligente como Livingstone y amable, Rini tiene un gran corazón con espacio para todos.

## Episodios

### Primera temporada
| Serie | Temporada | Título                         |
| ----- | --------- | ------------------------------ |
| 1     | 1         | «Hola, tenemos que irnos»      |
| 2     | 2         | «Adiós, tenemos que quedarnos» |
| 3     | 3         | «La neblina del tiempo»        |
| 4     | 4         | «Atrapado en la rima»          |
| 5     | 5         | «No me olvides»                |
| 6     | 6         | «Larga y corta historia»       |
| 7     | 7         | «Corrigiendo la escritura»     |
| 8     | 8         | «Mariposa del invierno»        |
| 9     | 9         | «Mudos en Animalia»            |
| 10    | 10        | «Don Iguana»                   |
| 11    | 11        | «Más y más allá»               |
| 12    | 12        | «Ser Peter Applebottom»        |
| 13    | 13        | «Animalia Talento-O-Topia»     |
| 14    | 14        | «Fuga de cerebros»             |
| 15    | 15        | «Salven nuestro pantano»       |
| 16    | 16        | «Tunel Visión»                 |
| 17    | 17        | «La aventura de Iggy»          |
| 18    | 18        | «¿Cuál es la buena palabra?»   |

### Segunda temporada
| Serie | Temporada | Título                                |
| ----- | --------- | ------------------------------------- |
| 19    | 1         | «El código secreto de Alex»           |
| 20    | 2         | «Silbando en la oscuridad»            |
| 21    | 3         | «El llamado a la acción»              |
| 22    | 4         | «El mundo según Iggy»                 |
| 23    | 5         | «Nada más que la verdad»              |
| 24    | 6         | «Los tejedores de sueños»             |
| 25    | 7         | «Cómo vencer el Glums»                |
| 26    | 8         | «El rey del túnel»                    |
| 27    | 9         | «El día que Zoe escuchó»              |
| 28    | 10        | «La isla del tesoro de Alex»          |
| 29    | 11        | «Tomando un viaje a la culpabilidad»  |
| 30    | 12        | «El animal interior»                  |
| 31    | 13        | «El misterio de Melba desaparecida»   |
| 32    | 14        | «La historia de miedo gira alrededor» |
| 33    | 15        | «La balada de la Enredadera»          |
| 34    | 16        | «De la “A” a la “Z”»                  |
| 35    | 17        | «El dragón y la noche»                |
| 36    | 18        | «Mañana»                              |
| 37    | 19        | «Guardianes del Núcleo»               |
| 38    | 20        | «Paraíso encontrado»                  |
| 39    | 21        | «De vuelta al presente»               |
| 40    | 22        | «Lo que el mundo necesita ahora»      |